# Ctenocella cylindrica
Ctenocella cylindrica är en korallart som först beskrevs av Toeplitz 1919.  Ctenocella cylindrica ingår i släktet Ctenocella och familjen Ellisellidae. Inga underarter finns listade i Catalogue of Life.